# Episodi di Due poliziotti a Palm Beach (prima stagione)
La prima stagione della serie televisiva Due poliziotti a Palm Beach è stata trasmessa in anteprima negli Stati Uniti d'America dalla CBS tra il 7 novembre 1991 e il 26 marzo 1992.
| nº | Titolo originale    | Titolo italiano | Prima TV USA     | Prima TV Italia |
| -- | ------------------- | --------------- | ---------------- | --------------- |
| 1  | Pilot               |                 | 7 novembre 1991  |                 |
| 2  | Going to Babylon    |                 | 14 novembre 1991 |                 |
| 3  | S.O.B.              |                 | 21 novembre 1991 |                 |
| 4  | In the Name of Love |                 | 28 novembre 1991 |                 |
| 5  | Men Seeking Women   |                 | 5 dicembre 1991  |                 |
| 6  | Dirty Laundry       |                 | 12 dicembre 1991 |                 |
| 7  | Hardcopy            |                 | 19 dicembre 1991 |                 |
| 8  | Curtain Call        |                 | 2 gennaio 1992   |                 |
| 9  | The Brotherhood     |                 | 9 gennaio 1992   |                 |
| 10 | Blo-Dri             |                 | 16 gennaio 1992  |                 |
| 11 | Intensive Care      |                 | 27 febbraio 1992 |                 |
| 12 | Squeeze Play        |                 | 30 gennaio 1992  |                 |
| 13 | Shock Jock          |                 | 6 febbraio 1992  |                 |
| 14 | The Sock Drawer     |                 | 13 febbraio 1992 |                 |
| 15 | Internal Affair     |                 | 20 febbraio 1992 |                 |
| 16 | Witness             |                 | 27 febbraio 1992 |                 |
| 17 | Domestic Agenda     |                 | 5 marzo 1992     |                 |
| 18 | Lady Luck           |                 | 12 marzo 1992    |                 |
| 19 | Working Girl        |                 | 19 marzo 1992    |                 |
| 20 | Powder Burn         |                 | 26 marzo 1992    |                 |